# Magnus Drake i Kalvenäs
Magnus Drake i Kalvenäs (levde ännu 1465, var död 1474) var en svensk väpnare och frälseman av ätten Drake från Sunnerbo i Småland. Drake var slottsfogde på Stäkeborg 1427, och häradshövding i Aspeland och Sevede härad 1448. Han var gift med Birgitta Bengtsdotter (båt), och bodde på sin sätesgård Kalvenäs i Högsby socken, ungefär där stationssamhället Berga ligger idag

## Biografi
Magnus Drake i Kalvnäs är nämnd med detta namn, eller bara som Magnus Drake, ibland som Måns Drake i ett antal handlingar från år 1424, och fram till 1465. Denne Magnus Drake har beseglat två brev 1448 med drake i sigillet, medan övriga kända brev är utan sigill. Men han är i samtliga dessa handlingar aldrig nämnd som Magnus Birgersson, vilket fram till idag ibland felaktigt uppges som hans namn, och han har också förväxlats med sin namne, släkting och arvtagare, Magnus Drake i Ugglebo. När Anders Anton von Stiernman 1745 utgav Svea och Götha höfdingaminne (del 1, 1745, omtryckt 1836, del 2 utgiven 1835 av Bror Emil Hildebrand), och upptog Magnus Drake som fogde på Stegeborg 1427, och felaktigt utgick från att den Magnus Birgersson nämpder Draki som utfärdade ett brev i Vadstena 12/3 1451, var Magnus Drake i Kalvnäs, fast handlingen uppenbarligen beseglades med ett sigill med en sparre. Tyvärr har denna felaktighet upprepats av forskare som Carl Gustaf Styffe och Karl Henrik Karlsson, vilket gjort att den obekräftade namnformen Magnus Birgersson förekommer i senare litteratur och på Internet även idag, nästan 300 år senare, trots en av före detta huvudredaktören för Svenskt Diplomatarium Jan Liedgren författad artikel  i Släkt och hävd (1986) där utfärdaren identifieras med Magnus Drake i Ugglebo.
Magnus Drake var under några år gift med Birgitta Bengtsdotter (båt). Hennes föräldrar var enligt Biskop Hans Brasks släktbok ölandslagmannen Bengt Dansson (båt) och hans hustru Ingelöv Matsdotter (Sparre av Vik), vilken var dotter till biskopsmördaren Mats Gustavsson. Omkring 1422 gifte hon sig med Magnus Drake som var fogde på Stegeborg. Äktenskapet blev inte lyckligt. Efter fem år meddelade Birgitta att hon ville ogiltigförklara giftermålet. Som orsak angavs att maken under denna tid inte fullbordat äktenskapet. Ärendet togs i slutet av 1427 upp för granskning av biskop Knut Bosson och domkapitlet i Linköping. Orsaken till att något sexuellt samliv inte inletts framgår inte med tydlighet. Ordet "impotencia" som används, kan tolkas som fysisk oförmåga, men även som ovilja av annan art. En sju veckors prövotid under vilken Birgitta undersökts av kunniga kvinnor vilka intygade ("a matronis bone opinionis") att hon var orörd. I januari 1428 utfärdades så annulleringsbrev. Makarnas äktenskap ogiltigförklarades och båda tilläts att gifta om sig. Magnus Drake verkar inte ha utnyttjat denna möjlighet utan levde resten av sitt liv som ogift.
| ”                | Biskop Knut i Linköping avkunnar äktenskapsskillnad mellan Magnus Drake och hans hustru Birgitta Bengtsdotter. Denna hade begärt skilsmässa sedan de varit gifta i fem år utan att maken kunnat fylla sin äktenskapliga plikt. Biskopen och kapitlet hade först föreskrivit sju veckors prövotid. Därefter befanns hon orörd efter undersökning av kunniga kvinnor, och äktenskapet upplöstes på grund av mannens impotens. Båda fick rätt att ingå nytt äktenskap. | „ |
| – SDHK-nr: 20951 | |   |

1441 ärvde Magnus Drake 3 gårdar i Lenhovda (Lenhovda socken i Uppvidinge härad) samt ”Madhekeling” och en mad, av sin släkting på mödernet, Karl Holmgersson (nedvänd vinge)
1465 nämns Magnus Drake som väpnare, när han skänker sin gård i Målilla kyrkby till systerson, prosten Jöns Larsson (Jöns säljer tre år senare Målilla till Birger Trolle den yngre år 1468).
Senast 12 februari 1474 var Magnus Drake i Kalvenäs död, när han ärvdes av sin namne och släkting, Magnus Drake i Ugglebo:
| ”                | Erik Eriksson, riddare och lagman i Tiohärad, tilldömer Magnus Drake i Ugglebo ett arv efter Magnus Drake i Kalvenäs i Högsby sn, vilket Sten Nilsson, Erengisle Jönsson i Deranäs, Peter Jönsson (halvhjort) i Rönnäs och Kristiern Sevedsson talat till honom om. | „ |
| – SDHK-nr: 29894 | |   |